# Uitvoerende yuan

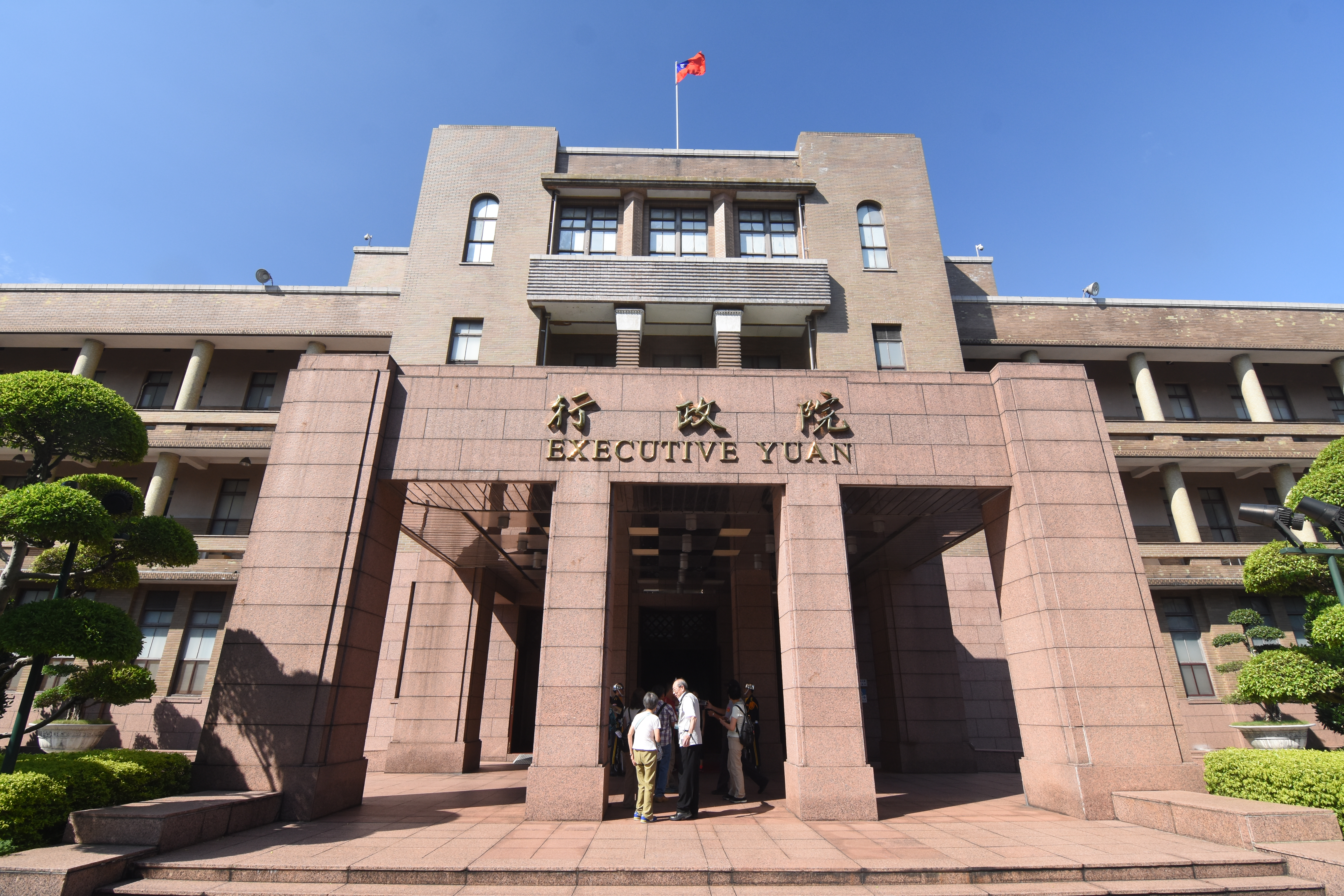
Uitvoerende yuan

De uitvoerende yuan is een uitvoerende macht van de ov erheid van Republiek China (Taiwan). De instantie is in 1928 geformeerd op het Chinese vasteland in navolging van Sun Zhongshan's Drie principes van het volk en in 1950 opnieuw gevormd na terugtrekking van de Chinese regering op Taiwan.

## Organisatie en structurering
De uitvoerende yuan bestaat uit een premier, een vicepremier en veertien kabinetsministers, verschillende voorzitters van commissies en vijf tot zeven ministers zonder portefeuille. De vicepremier, ministers en de voorzitters worden aangewezen door de president van Republiek China op aanraden van de premier.

### Ministeries
- Ministerie van Binnenlandse Zaken (內政; Nèizhèng)
- Ministerie van Buitenlandse Zaken (外交; Wàijiāo)
- Ministerie van Nationale Defensie (國防; Guófāng)
- Ministerie van Financiën (財政 ;Cáizhèng)
- Ministerie van Onderwijs (教育; Jiàoyù)
- Ministerie van Justitie (法務; Făwù)
- Ministerie van Economische Zaken (經濟; Jīngjì)
- Ministerie van Transport en Communicatie (交通; Jiāotōng)
- Ministerie van Landbouw
- Ministerie van Cultuur
- Ministerie van Arbeid
- Ministerie van Gezondheid en Welzijn
- Ministerie van Milieu

### Adviesraden en commissies
- Adviesraad voor Nucleaire Veiligheid
- Adviesraad voor de Transportveiligheid
- Adviesraad voor Hakka-zaken
- Adviesraad van Taiwanese aboriginals
- Adviesraad voor Nationale Ontwikkeling
- Adviesraad voor Chinese vastelandzaken
- Adviesraad voor Wetenschap en Technologie
- Commissie van publieke constructie
- Commissie voor financiële coördinatie
- Commissie van Maritieme zaken

#### Minister als voorzitteroptredende commissies
- Commissie voor zaken van overzeese landgenoten
- Commissie van veteranenzaken

#### Vicepremier als voorzitteroptredende commissies
- consumentenbeschermingscommissie

#### Onafhankelijke commissies
- Centrale Bank van de Republiek China
- centrale verkiezingscommissie
- Commissie voor eerlijke handel
- Commissie voor nationale communicatie

### Nationaal museum

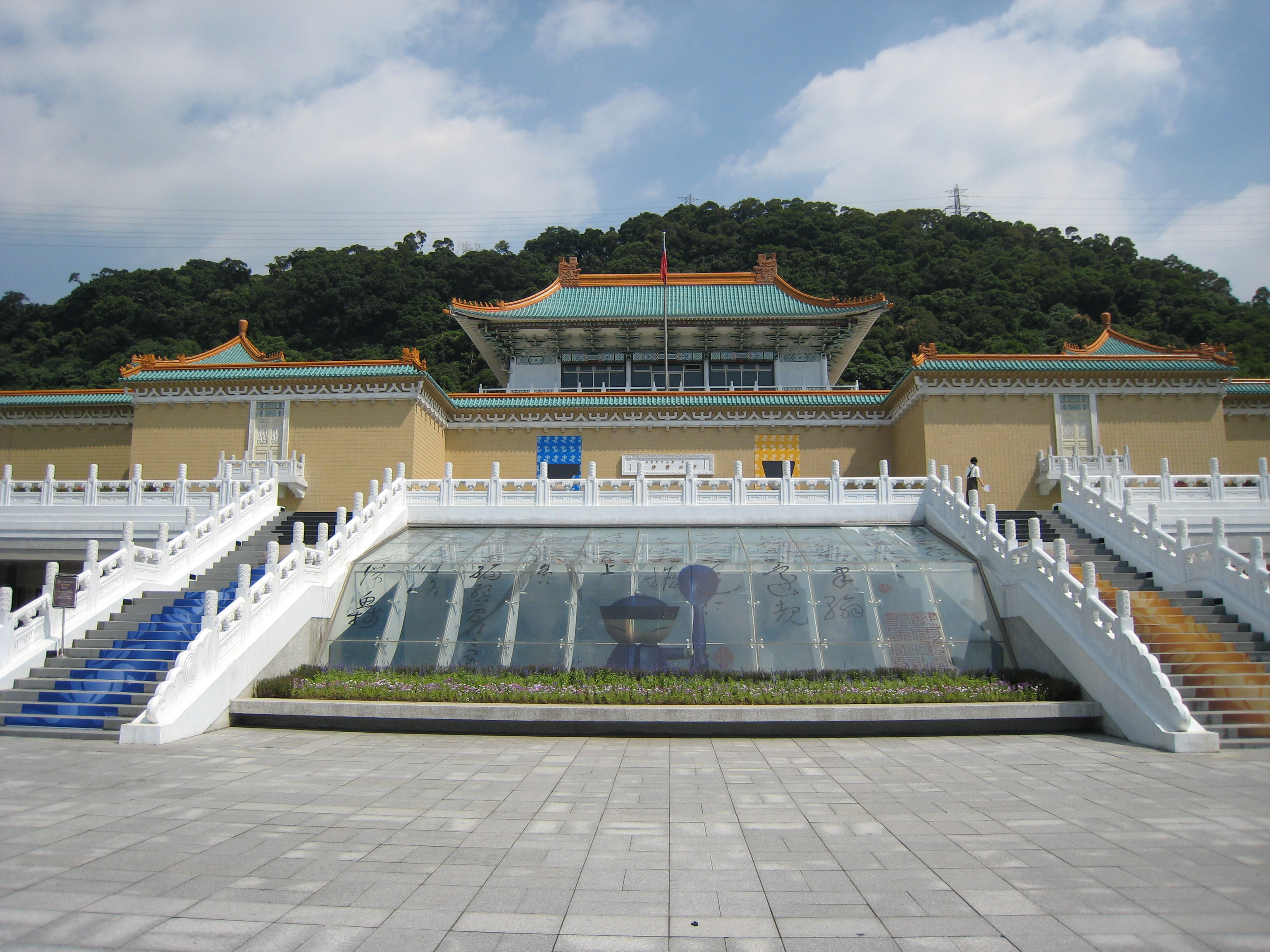
Nationaal Paleis museum

- National Palace Museum

### Directeurs-generaal
- directeur-generaal van budget, accounting en statistieken (主計處)
- uitvoerende yuan van central persoonlijke administratie(人事行政局)